# Ryūsei Hasegawa
Pour les articles homonymes, voir Hasegawa.
Ryūsei Hasegawa, (ja) 長谷川 龍生 ; né le 19 juin 1928 à Osaka et mort le 20 août 2019 à Tokyo[réf. nécessaire], est un poète japonais.
Hasegawa rejoint en 1952 le groupe d'auteurs politiquement à gauche Rettō. Il fait ses débuts en 1958 avec le recueil de poésie Paurou no tsuru. Il participe à l'écriture du scénario du film Adieu clarté d'été en 1968. En 1979, il est lauréat du prix Jun Takami pour le recueil de poésie Shiteki seikatsu.

### Source
- (en-US) J. Thomas Rimer, Van C. Gessel: "The Columbia Anthology of Modern Japanese Literature: From 1945 to the present", Columbia University Press, 2007,  (ISBN 9780231138048), S. 412